# Harpactea muscicola
Harpactea muscicola este o specie de păianjeni din genul Harpactea, familia Dysderidae. A fost descrisă pentru prima dată de Simon în anul 1882. Conform Catalogue of Life specia Harpactea muscicola nu are subspecii cunoscute.